# Station Salzgitter-Watenstedt
Station Salzgitter-Watenstedt (Haltepunkt Salzgitter-Watenstedt) is een spoorwegstation in de Ortsteil Watenstedt van de Duitse plaats Salzgitter, in de deelstaat Nedersaksen. Het station ligt aan de spoorlijn Salzgitter-Drütte - Derneburg.

## Indeling
Het station beschikt over één zijperron, die niet is overkapt maar voorzien van een abri. Het perron is te bereiken vanaf de straat Hüttenstraße, hier bevindt zich ook een bushalte.

## Verbindingen
De volgende treinserie doet het station Salzgitter-Watenstedt aan:
| Serie | Treinsoort                   | Route                                                            | Bijzonderheden                 |
| ----- | ---------------------------- | ---------------------------------------------------------------- | ------------------------------ |
| RB 44 | Regionalbahn (DB Regio Nord) | Braunschweig Hbf – Salzgitter-Watenstedt – Salzgitter-Lebenstedt | 1x per twee uur in het weekend |